# Liste der Baudenkmäler in Tecklenburg
Die Liste der Baudenkmäler in Tecklenburg enthält die denkmalgeschützten Bauwerke auf dem Gebiet der Stadt Tecklenburg im Kreis Steinfurt in Nordrhein-Westfalen (Stand: September 2011). Diese Baudenkmäler sind in der Denkmalliste der Stadt Tecklenburg eingetragen; Grundlage für die Aufnahme ist das Denkmalschutzgesetz Nordrhein-Westfalen (DSchG NRW).

| Bild                                                          | Bezeichnung                                                   | Lage                                                           | Beschreibung | Bauzeit                                        | Eingetragen seit   | Denkmal- nummer |
| ------------------------------------------------------------- | ------------------------------------------------------------- | -------------------------------------------------------------- | --- | ---------------------------------------------- | ------------------ | --------------- |
| weitere Bilder                                                | Traufenhaus                                                   | Tecklenburg Ibbenbürener Straße 2 Karte                        | Langgestrecktes Traufenhaus, 2-geschossig, Fachwerk-Stockbau (17. Jh.) |                                                | 13.11.1985         | 1               |
| weitere Bilder                                                | Ev. Pfarrkirche und Kirchplatz                                | Tecklenburg Kirchpfad 2 Karte                                  | Ensemble mit Kirche, Treppe, Traufenhausrückseiten und Friedhofsresten |                                                | 13.11.1985         | 2               |
| Bürgerhaus                                                    | Bürgerhaus                                                    | Tecklenburg Ibbenbürener Straße 8 Karte                        | Bürgerhaus (19. Jh.) mit Renommierfassade und verputztem Fachwerkhinterhaus |                                                | 13.11.1985         | 3               |
| Bürgerhaus                                                    | Bürgerhaus                                                    | Tecklenburg Ibbenbürener Straße 10 Karte                       | Bürgerhaus (19. Jh.) mit massiver Sandsteinfassade, Hinterbau mit Fachwerkfassade |                                                | 13.11.1985         | 4               |
| Ackerbürgerhaus                                               | Ackerbürgerhaus                                               | Tecklenburg Ibbenbürener Straße 19 Karte                       | Giebelständiger Fachwerkvierständerbau |                                                | 13.11.1985         | 5               |
| Traufenfachwerk                                               | Traufenfachwerk                                               | Tecklenburg Ibbenbürener Straße 23 Karte                       | Traufenfachwerkhaus |                                                | 13.11.1985         | 6               |
| Giebelhaus                                                    | Giebelhaus                                                    | Tecklenburg Ibbenbürener Straße 33 Karte                       | Zweigeschossiger Fachwerk-Stockbau über einem Bruchsteinkellerstock |                                                | 13.11.1985         | 7               |
| Vierständerbau                                                | Vierständerbau                                                | Tecklenburg Ibbenbürener Straße 48 Karte                       | Giebelständiger Vierständerbau |                                                | 13.11.1985         | 8               |
| Fachwerk-Ständerbau                                           | Fachwerk-Ständerbau                                           | Tecklenburg Ibbenbürener Straße 51 Karte                       | |                                                | 13.11.1985         | 9               |
| Vierständerbau                                                | Vierständerbau                                                | Tecklenburg Ibbenbürener Straße 61 Karte                       | |                                                | 13.11.1985         | 10              |
| Dreiständerfachwerkbau                                        | Dreiständerfachwerkbau                                        | Tecklenburg Brauerstraße 2 Karte                               | Zweischiffiger Dreiständerfachwerkbau, zum Teil ist das Gebäude noch mit unverbaut erhaltener Originalsubstanz erhalten |                                                | 13.11.1985         | 11              |
| Traufenhaus                                                   | Traufenhaus                                                   | Tecklenburg Brauerstraße 4 Karte                               | Eingeschossiges Traufenhaus als Vierständerfachwerkbau |                                                | 13.11.1985         | 12              |
| Vierständerbau                                                | Vierständerbau                                                | Tecklenburg Brauerstraße 6 Karte                               | Giebelständiger Vierständerbau mit sechs Jochen |                                                | 13.11.1985         | 13              |
| Traufenhaus                                                   | Traufenhaus                                                   | Tecklenburg Brochterbecker Straße 7 Karte                      | Langgestrecktes Traufenhaus mit zweigeschossiger Stockwerksrähmkonstruktion mit Stock- und Grundschwelle |                                                | 13.11.1985         | 14              |
| Vierständerbau                                                | Vierständerbau                                                | Tecklenburg Brunnengasse 2 Karte                               | Großer giebelständiger Vierständerbau, historische Mauern der Grundstückseinfassung |                                                | 13.11.1985         | 15              |
| Vierständerbau                                                | Vierständerbau                                                | Tecklenburg Schloßstraße Karte                                 | Vierständerbau des 18. Jahrhunderts (ehemaliges Postgebäude), Originaltür aus dem 19. Jahrhundert | zwischen 1723 und 1802 (Kernbau)               | 13.11.1985         | 16              |
| Traufenhaus                                                   | Traufenhaus                                                   | Tecklenburg Markt 5 Karte                                      | Zweigeschossiges Traufenhaus |                                                | 13.11.1985         | 17              |
| Fachwerktraufenhaus                                           | Fachwerktraufenhaus                                           | Tecklenburg Markt 9 Karte                                      | Eingeschossiges Fachwerktraufenhaus mit Krüppelwalmdach, teilweise Originalfenster und -innentüren des 19. Jh. Heutige Nutzung als Otto-Modersohn-Museum | ca. 1826 (heutige Form: vor 1923)              | 13.11.1985         | 18              |
| Ackerbürgerhaus                                               | Ackerbürgerhaus                                               | Tecklenburg Markt 10 Karte                                     | Ehemaliges Ackerbürgerhaus, zweifach vorkragender Giebel des 16./17. Jh. |                                                | 13.11.1985         | 19              |
| weitere Bilder                                                | Fachwerkhaus (Legge)                                          | Tecklenburg Markt 11 Karte                                     | Zweigeschossiges Fachwerkhaus aus Teilen verschiedenen Alters, seit 1654 erste landesherrliche Legge in Westfalen. Von 1845 bis 1908 Verwendung als Rathaus. | 1577 (ältester Teil)                           | 13.11.1985         | 20              |
| Dreiständerbau                                                | Dreiständerbau                                                | Tecklenburg Im Grund 1 Karte                                   | Eingeschossiger Dreiständerbau, Giebelspitze aus dem 16. Jh. |                                                | 13.11.1985         | 21              |
| Vierständerbau                                                | Vierständerbau                                                | Tecklenburg Im Grund 8 Karte                                   | Giebelständiger ehem. Vierständerbau von 3 Jochen |                                                | 13.11.1985         | 22              |
| BW                                                            | Vierständerbau                                                | Tecklenburg Bahnhofstraße 8 Karte                              | Eingeschossiger Vierständerbau, größtenteils unverändertes Tragegerüst | um 1600                                        | 13.11.1985         | 23              |
| Giebelhaus                                                    | Giebelhaus                                                    | Tecklenburg Krummacherstraße 3 Karte                           | Der Dreiständerbau (ein- bis anderthalbgeschossig) verfügt über vier Joche, drei Riegelfolgen, Dachbalkenzimmerung, zwei Eckständer mit verzapften Fußstreben |                                                | 13.11.1985         | 24              |
| weitere Bilder                                                | Stiftshaus Leeden                                             | Leeden Stift 19 Karte                                          | Zweigeschossiger Stockwerksbau, einziges neben der Stiftskirche erhaltenes Gebäude des ehemaligen Stiftes, Teile des Fachwerks wurden bereits 1489 errichtet |                                                | 13.11.1985         | 25              |
| Fachwerktraufenhaus                                           | Fachwerktraufenhaus                                           | Tecklenburg Ibbenbürener Straße 17 Karte                       | Historische Pflasterung vor der westlichen Giebelseite | um 1600                                        | 13.11.1985         | 26              |
| Vierständerfachwerkbau                                        | Vierständerfachwerkbau                                        | Tecklenburg Ibbenbürener Straße 28 Karte                       | Vierständerfachwerkbau mit unverbauter konstruktiver Substanz, z. T. mit Originaltüren aus dem 17. Jh. | 17. Jh.                                        | 13.11.1985         | 27              |
| Wohnhaus                                                      | Wohnhaus                                                      | Tecklenburg Pagenstraße 2 Karte                                | Eingeschossiges bürgerliches Wohnhaus |                                                | 13.11.1985         | 28              |
| weitere Bilder                                                | Herrenhaus / Haus Marck                                       | Tecklenburg Haus Marck 1 Karte                                 | Ehemaliges Herrenhaus mit Eingangsbrücke mit Torpfeilern und Zugbrückenjoch |                                                | 13.11.1985         | 29              |
| weitere Bilder                                                | Wassersägemühle                                               | Tecklenburg Haus Marck / Bahnhofstraße 71, 73 Karte            | |                                                | 13.11.1985         | 30              |
| BW                                                            | Hofanlage                                                     | Holthausen 1 Karte                                             | |                                                | 13.11.1985         | 31              |
| BW                                                            | Vierständerfachwerkbau                                        | Leeden Herkenstraße 17 Karte                                   | Vierständerbau mit vier Nebengebäuden, wallartig umgeben von einer Bruchsteinmauer. | 1829                                           | 13.11.1985         | 32              |
| Ackerbürgerhaus                                               | Ackerbürgerhaus                                               | Tecklenburg Ibbenbürener Straße 12 Karte                       | Zweigeschossiges Fachwerkstockhaus mit Querdeelentor und historischer Hofpflasterung |                                                | 23.06.1986         | 33              |
| Fachwerktraufenhaus                                           | Fachwerktraufenhaus                                           | Tecklenburg Ibbenbürener Straße 20 Karte                       | Eingeschossiges Fachwerktraufenhaus, stark verändert | 18. Jh.                                        | 23.06.1986         | 34              |
| Traufenhaus                                                   | Traufenhaus                                                   | Tecklenburg Ibbenbürener Straße 30 Karte                       | Eingeschossiges Traufenhaus (Putzbau), im Inneren befindet sich ein historischer Brunnenschacht |                                                | 23.06.1986         | 35              |
| weitere Bilder                                                | Schloßruine Tecklenburg                                       | Tecklenburg Schloßstraße Karte                                 | Vorhanden sind noch obertägig erhaltene Mauern und Geländereste, untertägig Fundamentreste, Keller, Brunnen, Gänge, Kasematten und Gräben. Nutzung durch die Freilichtbühne Tecklenburg.                                                                                        | nachweisbar 12. Jh., aber wohl bereits 11. Jh. | 23.06.1986         | 36              |
| Flettdeelenhaus                                               | Flettdeelenhaus                                               | Tecklenburg Ibbenbürener Straße 35 Karte                       | |                                                | 23.06.1986         | 37              |
| weitere Bilder                                                | Vierständerbau                                                | Tecklenburg Krummacherstraße 2 Karte                           | |                                                | 23.06.1986         | 38              |
| weitere Bilder                                                | Pfarrkirche St. Michael Tecklenburg                           | Tecklenburg Brauerstraße 3 Karte                               | Schlichter Saalbau aus großformatigen Sandsteinquadern | 1846                                           | 23.06.1986         | 39              |
| weitere Bilder                                                | Ev. Pfarrkirche Brochterbeck                                  | Brochterbeck Dorfstraße 69 Karte                               | Einschiffige Saalkirche mit vorgesetztem Westturm. Ältester Teil vermutlich aus dem 12. Jh., Erweiterungen gegen Ende des 15. Jh. in gotischen Formen. |                                                | 23.06.1986         | 40 Wikidata     |
| weitere Bilder                                                | Kath. Kirche Brochterbeck                                     | Brochterbeck Am Mühlenteich 6 Karte                            | Vierjochige, dreischiffige Hallenkirche mit einfachem Chor, wertvolle Innenausstattung |                                                | 23.06.1986         | 41 Wikidata     |
|                                                               | Prozessionshäuschen                                           |                                                                | |                                                | 23.06.1986         | 42              |
|                                                               | Prozessionshäuschen                                           |                                                                | |                                                | 23.06.1986         | 43              |
|                                                               | Prozessionshäuschen                                           |                                                                | |                                                | 23.06.1986         | 44              |
|                                                               | Prozessionshäuschen                                           |                                                                | |                                                | 23.06.1986         | 45              |
|                                                               | Prozessionshäuschen                                           |                                                                | |                                                | 23.06.1986         | 46              |
|                                                               | Prozessionshäuschen                                           |                                                                | |                                                | 23.06.1986         | 47              |
| Kaiser-Wilhelm-Denkmal                                        | Kaiser-Wilhelm-Denkmal                                        | Brochterbeck Niederdorfer Straße Karte                         | |                                                | 23.06.1986         | 48              |
| weitere Bilder                                                | Kriegerdenkmal                                                | Brochterbeck Dorfstraße Karte                                  | |                                                | 23.06.1986         | 49              |
| Bürgerhaus                                                    | Bürgerhaus                                                    | Brochterbeck Dorfstraße 42 Karte                               | Traufenhaus, ehem. Vierständerbau aus dem frühen 19. Jh. |                                                | 23.06.1986         | 50              |
| BW                                                            | Mauern an der Dorfstraße 49                                   | Brochterbeck Dorfstraße 49 Karte                               | Historische Sandsteinmauer, historische Grundstückseinfassung und Wegführung |                                                | 23.06.1986         | 51              |
| BW                                                            | ehemaliger Kalkofen Schmitt                                   | Brochterbeck Horstmersch 42 Karte                              | Ruine der ehemaligen Kalkofenhülle |                                                | 23.06.1986         | 52              |
| BW                                                            | Wegekreuz                                                     | Brochterbeck Horstmersch 1 Karte                               | |                                                | 23.06.1986         | 53              |
| weitere Bilder                                                | Evangelische Pfarrkirche Ledde                                | Ledde Kirchplatz 1 Karte                                       | Romanisches Untergeschoss des Turmes mit 2 anschließenden Jochen (13. Jh.); oberer Teil des Turmes gotisch; rundbogiges romanisches Säulenportal. Gotische Erweiterungen sowie Strebepfeiler Anfang 16. Jh. Gotische Ausmalungen in den Gewölbekappen des 1502 geweihten Chors. |                                                | 23.06.1986         | 54              |
| Pfarrhaus Ledde                                               | Pfarrhaus Ledde                                               | Ledde Ledder Dorfstraße 68 Karte                               | |                                                | 23.06.1986         | 55              |
| BW                                                            | Hofanlage Blom-Feldmann                                       | Ledde Am Proll 12 Karte                                        | Zweiständerhaupthaus und Nebengebäude |                                                | 23.06.1986         | 56              |
| Ev. Pfarrkirche Leeden (Stiftskirche)                         | Ev. Pfarrkirche Leeden (Stiftskirche)                         | Leeden Stift 3 Karte                                           | |                                                | 23.06.1986         | 57              |
| Villa                                                         | Villa                                                         | Tecklenburg Jahnstraße 7 Karte                                 | |                                                | 12.12.1986         | 58              |
| BW                                                            | Villa                                                         | Tecklenburg Hofbauers Kamp 10 Karte                            | |                                                | 12.12.1986         | 59              |
| weitere Bilder                                                | Fachwerkgiebelhaus                                            | Tecklenburg Krummacherstraße 4 Karte                           | Eingeschossiger Fachwerkbau |                                                | 12.12.1986         | 60              |
| Vierständerbau                                                | Vierständerbau                                                | Tecklenburg Ibbenbürener Straße 11 Karte                       | |                                                | 12.12.1986         | 61              |
| Stützmauer und Brüstung                                       | Stützmauer und Brüstung                                       | Tecklenburg Schloßstraße Karte                                 | |                                                | 12.12.1986         | 62              |
| BW                                                            | Heuerhaus                                                     | Brochterbeck Wallen-Lienen 2 Karte                             | |                                                | 12.12.1986         | 63              |
| Giebelhaus                                                    | Giebelhaus                                                    | Tecklenburg Ibbenbürener Straße 32 Karte                       | |                                                | 20.04.1988         | 64              |
| Giebelhaus                                                    | Giebelhaus                                                    | Tecklenburg Landrat-Schultz-Straße 17 Karte                    | |                                                | 20.04.1988         | 65              |
| Flettdeelenhaus                                               | Flettdeelenhaus                                               | Ledde Grafenstraße 1 Karte                                     | Flettdeelenhaus, historischer Brunnen und Kaminanlage |                                                | 20.04.1988         | 66              |
| Hofanlage                                                     | Hofanlage                                                     | Ledde Grafenstraße 2 Karte                                     | Hofanlage bestehend aus Haupthaus, Durchfahrtsscheune, Backhaus und Resten der ehemaligen Einfriedung |                                                | 20.04.1988         | 67              |
| Ackerbürgerhaus                                               | Ackerbürgerhaus                                               | Tecklenburg Im Grund 2 Karte                                   | Das heutige Gebäude ist ein im Gefüge stark verändertes Ackerbürgerhaus, vermutlich ein ehemaliger Vierständerbau. | 1693 (Kernbau)                                 | 05.10.1989         | 68              |
| Traufenständiger Anbau an Nr. 2                               | Traufenständiger Anbau an Nr. 2                               | Tecklenburg Im Grund 4 Karte                                   | Traufenständiger Anbau an "Im Grund 2" | 1915                                           | 05.10.1989         | 69              |
| Traufenständiges Querdeelenfachwerkhaus                       | Traufenständiges Querdeelenfachwerkhaus                       | Tecklenburg Schloßstraße 3 Karte                               | Traufenständiges Querdeelenfachwerkhaus, anderthalbgeschossig |                                                | 05.10.1989         | 70              |
| BW                                                            | Fachwerkbau                                                   | Tecklenburg Ibbenbürener Straße 36 Karte                       | Der eingeschossige Fachwerkbau ist völlig durchgebaut. Der Grundriss ist teilweise wie im Urkataster von 1828. Umbau: Inschrift 1926. |                                                | 05.10.1989         | 71              |
| Wohnhaus, massiv                                              | Wohnhaus, massiv                                              | Tecklenburg Landrat-Schultz-Straße 4 Karte                     | Eingeschossiger Fachwerkbau von 6 Jochen, Kernbestand, vorkragender Giebelbundbalken bz. 1812. | um 1900                                        | 05.10.1989         | 72              |
| Durchbautes Fachwerkgiebelhaus                                | Durchbautes Fachwerkgiebelhaus                                | Tecklenburg Ibbenbürener Straße 16 Karte                       | |                                                | 05.10.1989         | 73              |
| BW                                                            | Ensemble von gut erhaltenem Fachwerkgebäude                   | Tecklenburg Bahnhofstraße 71 Karte                             | |                                                | 05.10.1989         | 74              |
| BW                                                            | Neugotische Christusstatue im Herz-Jesu-Typus                 | Brochterbeck Wallen-Lienen 24 Karte                            | Hofkreuz auf polygonalem Sockel, Sandstein | um 1680                                        | 05.10.1989         | 75              |
| Wohnhaus, Putzbau                                             | Wohnhaus, Putzbau                                             | Tecklenburg Landrat-Schultz-Straße 6 Karte                     | Zweieinhalbgeschossiger massiver Putzbau |                                                | 05.10.1989         | 76              |
| Historischer Stadtkern Tecklenburg                            | Historischer Stadtkern Tecklenburg                            | Tecklenburg Denkmalbereich Karte                               | |                                                | 05.10.1989         | -               |
| Langgestrecktes Traufenhaus                                   | Langgestrecktes Traufenhaus                                   | Tecklenburg Landrat-Schultz-Straße 9 Karte                     | Zweigeschossiges Wohn-/Geschäftshaus |                                                | 24.09.1990         | 79              |
| Wohnhaus                                                      | Wohnhaus                                                      | Tecklenburg Meesenhof 4 Karte                                  | Zweigeschossiges Wohnhaus, Bestandteil des Meesenhofes |                                                | 24.09.1990         | 80              |
| Fachwerkhaus, Querdeelenhaus                                  | Fachwerkhaus, Querdeelenhaus                                  | Tecklenburg Schloßstraße 9 Karte                               | Anderthalbgeschossiges ehemaliges Querdeelenhaus, auf dem Grundstück befinden sich noch Mauerreste der Burgbefestigungsanlage |                                                | 24.09.1990         | 81              |
| Ehemaliges Amtsgerichtsgefängnis                              | Ehemaliges Amtsgerichtsgefängnis                              | Tecklenburg Am Hagen 1 Karte                                   | Dreigeschossiges, massives und verputztes Gebäude. Im Erdgeschoss Wohnräume, darüber in drei Etagen Zellen (teilweise noch mit schweren Eisentüren). | wahrscheinlich um 1819                         | 29.11.1994         | 86              |
| BW                                                            | Gut Rehorst                                                   | Leeden Am Habichtswald 12 Karte                                | Gutsgebäude und Gräftenanlage auf Grundmauerresten (ehem. Jagdschloss im Habichtswald) |                                                | 05.12.1994         | 87              |
| Fachwerkgebäude                                               | Fachwerkgebäude                                               | Brochterbeck Dorfstraße 13 Karte                               | Traufenständiger Vierständerbau | 19. Jh.                                        | 27.02.1992         | 88              |
| Ehem. Spritzenhaus                                            | Ehem. Spritzenhaus                                            | Brochterbeck Dorfstraße 9 Karte                                | |                                                | 29.09.1992         | 89              |
|                                                               | Mühlenanlagen Mühlenhaus                                      | Müllerhaus und Lagergebäude                                    | |                                                | 29.09.1992         | 90              |
| BW                                                            | Heuerlingshaus                                                | Tecklenburg Saatkamp 1 Karte                                   | |                                                | 15.12.1994         | 95              |
| BW                                                            | Kötter- oder Heuerlingshaus                                   | Leeden Herkenstraße 16 Karte                                   | |                                                | 15.12.1994         | 96              |
| BW                                                            | Wohnstallhaus Rickert                                         | Tecklenburg Königstraße 16 Karte                               | Ehemaliges Wohnstallhaus | 1808                                           | 15.12.1994         | 97              |
| Wohnhaus                                                      | Wohnhaus                                                      | Tecklenburg Ibbenbürener Straße 26 Karte                       | Ehemaliges Wirtschaftsgebäude zu Ibbenbürener Straße 28 |                                                | 26.11.1997         | 98              |
| BW                                                            | Hauptgebäude der Hofanlage                                    | Ledde Leedener Straße 34 Karte                                 | |                                                | 26.11.1997         | 99              |
| Hochkreuz, Toranlage und Mauer des Ev. Friedhofes Tecklenburg | Hochkreuz, Toranlage und Mauer des Ev. Friedhofes Tecklenburg | Tecklenburg Friedhof Tecklenburg Karte                         | |                                                | 26.11.1997         | 100             |
| BW                                                            | Hofanlage Frecklingshof                                       | Ledde Leedener Straße 30 Karte                                 | |                                                | 26.05.1998         | 101             |
| Geschäftshaus / Schuhhaus Winkler                             | Geschäftshaus / Schuhhaus Winkler                             | Tecklenburg Landrat-Schultz-Straße 10 und Jahnstraße 2 a Karte | |                                                | 26.05.1998         | 102             |
| BW                                                            | Hofgebäude Clausmeyerhof                                      | Brochterbeck Niederdorfer Straße 8 Karte                       | |                                                | 26.05.1998         | 103             |
| BW                                                            | Heuerhaus                                                     | Ledde Danebrocker Esch 5 Karte                                 | |                                                | 29.09.1998         | 104             |
| BW                                                            | Holländerrumpf der Gräfte von Haus Marck                      | Tecklenburg Haus Marck 1 Karte                                 | |                                                | 18.05.1999         | 105             |
| Wohn-/Geschäftshaus                                           | Wohn-/Geschäftshaus                                           | Tecklenburg Landrat-Schultz-Straße 8 Karte                     | |                                                | 19.05.1999         | 106             |
| weitere Bilder                                                | Bismarckturm                                                  | Tecklenburg Am Weingarten 43, Bismarckhöhe Karte               | |                                                | 21.11.2006         | 107             |
| BW                                                            | ehem. Hofanlage Wöstemeier                                    | Ledde Oberbauer 11 Karte                                       | |                                                | 14.10.2003         | 108             |
| BW                                                            | Großes Fachwerkbauernhaus                                     | Haus Hülshoff 3 Karte                                          | |                                                | 07.12.2004         | 109             |
| BW                                                            | Zweigeschossiger Fachwerkbau                                  | Tecklenburg Brochterbecker Straße 6 Karte                      | |                                                | 19.09.2006         | 110             |
| BW                                                            | ehem. Bauernhaus                                              | Wechter Straße 17 Karte                                        | |                                                | 19.09.2006         | 111             |
| Bauernhaus                                                    | Bauernhaus                                                    | Ledde Osterledder Straße 29 Karte                              | Für das Tecklenburger Land üblicher Typ des Fachwerkgebäudes in Zweiständer-Bauweise |                                                | 21.11.2006         | 112             |
| BW                                                            | Hofanlage "Driehof"                                           | Ledde Osnabrücker Straße 7 Karte                               | |                                                | nicht eingetragen! | 113             |
| Kulturhaus (Kreisheimathaus)                                  | Kulturhaus (Kreisheimathaus)                                  | Tecklenburg Meesenhof 5 Karte                                  | Ehemaliges Kreistagsgebäude des Kreises Tecklenburg, heute Veranstaltungsgebäude | 1960                                           | 27.03.2007         | 114             |
| Gut Haus Hülshoff                                             | Gut Haus Hülshoff                                             | Haus Hülshoff 1 Karte                                          | |                                                | 24.06.2008         | 115             |
| weitere Bilder                                                | Wierturm                                                      | Tecklenburg Burgberg Karte                                     | Der Wierturm auf dem Burgberg wurde 1884 zum Gedenken an den Arzt und Gegner der Hexenverfolgung Johann Weyer (auch Wier, * zwischen 24. Februar 1515 und 24. Februar 1516 in Grave an der Maas, im Norden von Brabant; † 24. Februar 1588 in Tecklenburg) errichtet.           | 1884                                           | 01.07.2009         | 116             |
| Querdeelenhaus                                                | Querdeelenhaus                                                | Tecklenburg Schloßstraße 1 Karte                               | |                                                | 05.07.2011         | 117             |